# Prado del Espino
Prado del Espino è una stazione della linea ML3 della rete tranviaria di Madrid.
Si trova presso la Calle Labradores, dentro al Polígono Industrial Prado del Espino nel comune di Boadilla del Monte.

## Storia
È stata inaugurata il 27 luglio 2007 insieme alle altre stazioni della linea.